# گمینا پوگوژلا
گمینا پوگوژلا (به لهستانی:  Gmina Pogorzela) یک گمینا در لهستان است که در شهرستان گوستنگ واقع شده‌است. گمینا پوگوژلا ۹۶٫۴۷ کیلومتر مربع مساحت و ۵٬۱۵۷ نفر جمعیت دارد.